# Gregg Zaun
Gregory Owen Zaun, dit Gregg Zaun, né le 14 avril 1971 à Glendale (Californie), est un joueur américain de baseball ayant évolué en Ligue majeure de baseball de 1995 à 2010 à la position de receveur. 
Il a été membre de l'effectif des Marlins de la Floride en 1997 qui remporte la Série mondiale. 

## Carrière

### Orioles de Baltimore
Gregg Zaun est repêché le 5 juin 1989, au 17e tour de sélection, par les Orioles de Baltimore.  Il fait ses débuts dans les majeures sous l'uniforme des Orioles le 24 juin 1995. Le 23 août 1996, après une cinquantaine de parties jouées depuis le début de la saison avec Baltimore, Zaun est transféré aux Marlins de la Floride en retour du lanceur Terry Mathews.

### Marlins de la Floride
Receveur substitut en 1997 pour les Marlins, il se montre efficace comme frappeur avec une moyenne au bâton de ,301 en 58 parties jouées. Il ne fait que de rares et discrètes présences en séries éliminatoires, mais est membre de l'effectif qui remporte la Série mondiale, une première pour cette franchise. 
Les Marlins ayant effectué une spectaculaire vente de feu après cette conquête du titre et échangé leur receveur principal, Charles Johnson, aux Dodgers, Zaun devient le titulaire du poste derrière le marbre avec le club de Floride en 1998. Il dispute 106 matchs, un sommet pour lui jusque-là dans sa carrière, mais affiche une affreuse moyenne au bâton de ,188, quelques points sous la ligne de Mendoza.

### Rangers, Royals, Astros et Rockies
Il passe ensuite aux Rangers du Texas le 23 décembre 1998 et y joue une année (1999) comme substitut à sa position. Le 17 mars 2000, les Rangers, les Tigers de Detroit et les Royals de Kansas City complètent une importante transaction impliquant neuf athlètes, dont le joueur étoile Juan González, et Zaun se retrouve chez les Royals, où il partage avec deux autres receveurs le travail derrière le marbre durant la saison 2000.
Ayant accès au statut d'agent libre, Zaun rejoint les Astros de Houston, pour qui il s'aligne en 2002 et 2003. En août de cette deuxième année à Houston, on le libère de son contrat et il est engagé par les Rockies du Colorado, avec qui il termine la saison.
Début 2004, il obtient un essai chez les Expos de Montréal, mais ceux-ci ne retiennent pas ses services et le libèrent durant le camp d'entraînement.

### Blue Jays de Toronto

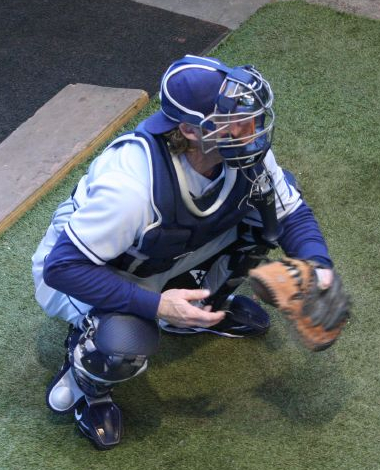
Gregg Zaun, des Rays de Tampa Bay, revient à Toronto pour affronter son ancienne équipe, les Blue Jays, en 2009.

Les Blue Jays de Toronto lui donnent une chance en l'engageant comme agent libre le 9 avril 2004. C'est là que Zaun obtient la chance de jouer le plus souvent sur une base régulière. Il est le régulier à sa position durant cinq saisons, frappe au moins dix coups de circuit durant trois années consécutives, dont un record personnel de 12 durant la saison 2006. Il établit en 2005 ses records de points produits (61) et de coups sûrs (109) en une année.

### Dernières saisons
Il se joint, à nouveau en tant que joueur autonome, aux Orioles de Baltimore le 22 janvier 2009. Il s'engage pour une saison, mais en août l'équipe le transfère chez les Rays de Tampa Bay. Il dispute ensuite quelques matchs pour les Brewers de Milwaukee en 2010.
Récupérant au début 2011 d'une blessure à l'épaule, il tente un retour au jeu avec les Padres de San Diego, avec qui il signe une entente des ligues mineures en janvier. Mais le 7 mars, durant l'entraînement de printemps, il annonce sa retraite du baseball à l'âge de 39 ans et après 16 saisons en MLB.
En 1232 parties jouées dans les majeures, Gregg Zaun a maintenu une moyenne au bâton de ,252 avec 878 coups sûrs, dont 88 circuits. Il compte 446 points produits et 437 points marqués.

## Soupçons de dopage
En décembre 2007, Gregg Zaun est cité dans le rapport Mitchell sur le dopage dans le monde du baseball. Le rapport fait mention de propos tenus par Kirk Radomski, ancien employé des Mets de New York reconnu coupable de distribution de produits dopants, qui soutient avoir vendu du Deca-Durabolin et du Winstrol à Gregg Zaun en 2001. Radomski indique n'avoir jamais eu de contact avec Zaun personnellement, Jason Grimsley, soupçonné d'avoir acheté des stéroïdes et de l'hormone de croissance et brièvement coéquipier de Zaun à Kansas City, ayant servi d'intermédiaire. Radomski présenta un chèque reçu de Zaun, au montant de 500 dollars. Ce document apparaît en annexe du rapport Mitchell.
Le rapport Mitchell rapporte aussi une déclaration de Luis Perez, ancien receveur affecté à l'enclos de relève chez les Expos de Montréal, qui prétend avoir expédié des stéroïdes anabolisants à huit joueurs des majeures, dont Zaun.
Après deux mois de silence, Zaun, habituellement enclin à accorder des interviews aux médias, décide de réagir publiquement en février 2008. Bien que son nom soit imprimé sur le chèque présenté dans le rapport, il affirme n'avoir pas acheté lui-même de produit dopant. Il soutient plutôt avoir remis à Jason Grimsley un chèque au montant de 500 dollars pour s'acquitter d'une dette après un pari perdu, mais en omettant d'y inscrire le nom de Grimsley. Ce dernier aurait, selon Zaun, utilisé ce chèque pour payer Kirk Radomski.

## Carrière dans les médias

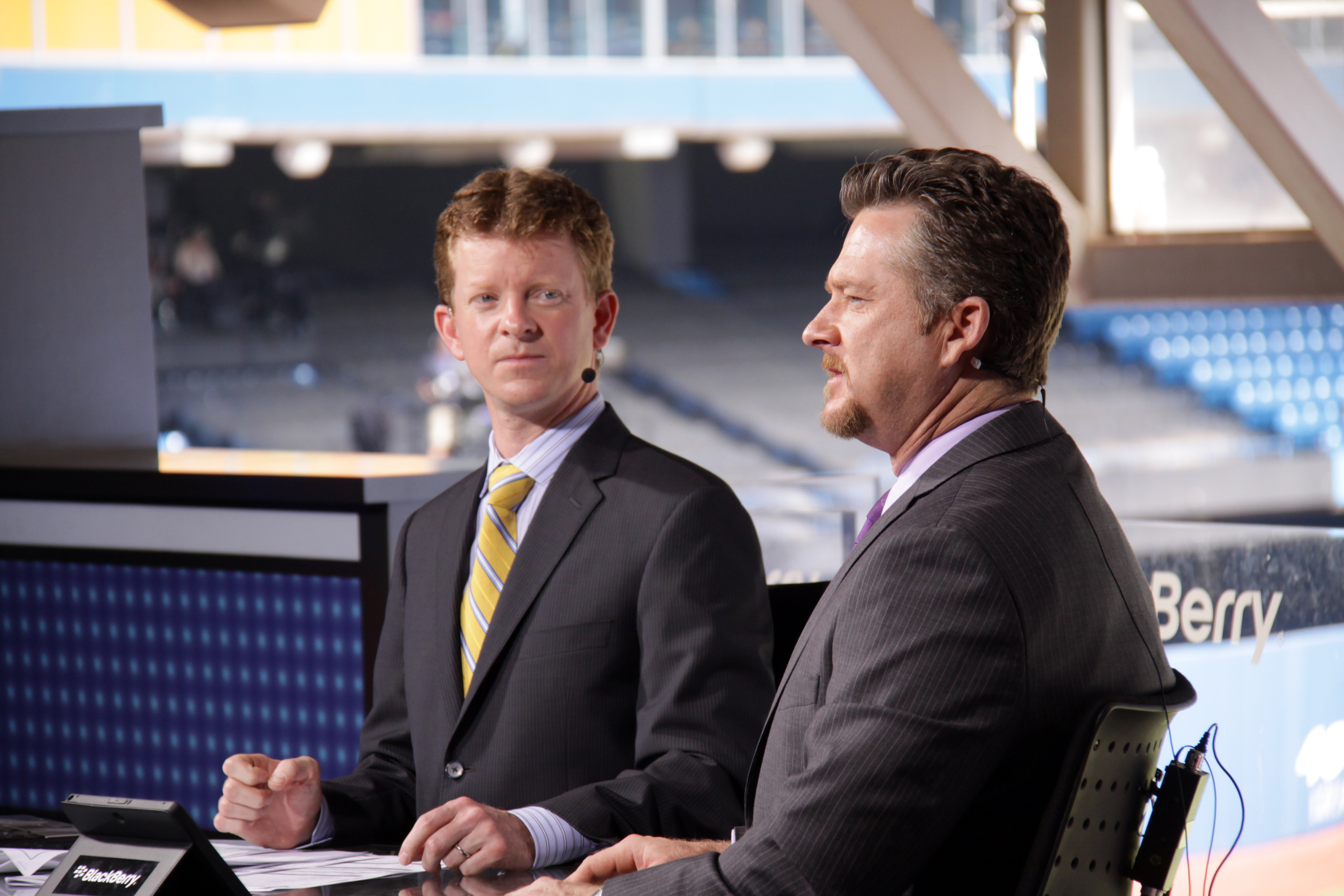
Zaun (à droite) et Jamie Campbell à la télé lors d'un match des Blue Jays.

Le 14 mars 2011, Rogers Sportsnet annonce avoir engagé pour deux ans Gregg Zaun à la radio The Fan 590, où il sera analyste lors des parties radiodiffusées des Blue Jays de Toronto.
Le 30 novembre 2017, [[Rogers Communications]] annonce qu'elle terme immédiatement l'emploi de Gregg Zaun après avoir reçu des allégations de harcèlement au travail. Le 4 décembre, Zaun a émis un communiqué d'excuses.